# Dagmar Uebelhör
Dagmar Uebelhör (* 10. Dezember 1965; ⚭ Dagmar Schliwa), ist eine ehemalige deutsche Fußballspielerin, die mit der A-Nationalmannschaft 1991 Europameister wurde.

## Karriere

### Vereine
Uebelhör begann im Alter von 14 Jahren in Kempten (Allgäu) beim dort ansässigen SV 29 Kempten mit dem Fußballspielen und blieb dort sechs Jahre lang.
1985 wurde sie vom FC Bayern München verpflichtet, für den sie bis 1990 in der seinerzeit zweitklassigen Bayernliga spielte. Mit den Bayern drang sie 1988 und 1990 bis ins DFB-Pokalfinale vor; jedoch gingen beide Spiele, mit 0:4 gegen den TSV Siegen deutlich, und mit 0:1 gegen den FSV Frankfurt knapp, verloren.
Als Meister aus der Bayernliga 1990 in die seinerzeit zweigleisige Bundesliga aufgestiegen, kam sie in den beiden Saisonen 1990/91 und 1991/92 in der Gruppe Süd in 31 Punktspielen zum Einsatz, in denen sie fünf Tore erzielte.
Ihr Debüt am Premierenspieltag am 2. September 1990 beim 1:1-Unentschieden im Heimspiel gegen den VfR 09 Saarbrücken krönte sie mit ihrem ersten Tor, zugleich das erste des FC Bayern München in dieser Spielklasse. Ihre Spielerkarriere beendete sie mit dem Saisonabschluss 1991/92, an dessen Ende der Abstieg ihrer Mannschaft mit nur zwei Siegen aus 20 Saisonspielen stand. Während ihrer Vereinszugehörigkeit war die zur Nationalspielerin herangereift. 

### Nationalmannschaft
Uebelhör bestritt von 1989 bis 1991 elf Länderspiele für den DFB. Ihr Debüt gab sie am 22. November 1989 im Qualifikationsspiel für die Europameisterschaft 1991 in Marburg beim 5:0-Sieg der Nationalmannschaft über die Nationalmannschaft der Tschechoslowakei. Ihr einziges Länderspieltor erzielte sie am 7. August 1990 in Minneapolis beim 3:0-Sieg im Testspiel gegen die Nationalmannschaft der UdSSR mit dem Treffer zum 2:0 in der 47. Minute anlässlich des Turniers um den „Nordamerika-Pokal“. Ihren letzten Einsatz in der Nationalmannschaft hatte sie am 28. März 1991 in Antony beim 2:0-Sieg über die Nationalmannschaft Frankreichs. Uebelhör trug am 16. Dezember 1990 mit ihrem Einsatz beim 2:0-Sieg im Viertelfinalrückspiel in Bochum gegen die Nationalmannschaft Englands zum Gewinn des Europameistertitels bei, der nach dem Viertelfinale in einem Endrundenturnier vom 10. bis zum 14. Juli im K.-o.-System in Dänemark vergeben wurde.

## Erfolge
- Europameister 1991
- DFB-Pokal-Finalist 1988, 1990
- Bayerischer Meister 1986, 1987, 1988, 1989, 1990
- Bayerischer Pokalsieger 1986, 1987, 1988, 1989, 1990

## Sonstiges
Nach dem Ende ihrer aktiven Karriere betreute Uebelhör ihre ehemaligen Mitspielerinnen beim FC Bayern München in der Zeit von 1992 bis 1996 als Trainerin.
Von 2007 bis 2014 arbeitete Uebelhör als „Bike Guide“ für Alpenüberquerungen.
Als gelernte Bankkauffrau ist sie gegenwärtig bei einer großen deutschen Immobilienfirma tätig.
Neben anderen Persönlichkeiten des Sports ist sie seit geraumer Zeit Botschafterin von „Life Kinetik“.